# Luxiaria honoraria
Luxiaria honoraria är en fjärilsart som beskrevs av Walker 1861. Luxiaria honoraria ingår i släktet Luxiaria och familjen mätare. Inga underarter finns listade i Catalogue of Life.